# Emanuel Hjort
Emanuel er en bogserie af de svenske forfattere Anders Jacobsson og Sören Olsson. Hovedpersonen er drengen Emanuel Hjort.

## Bøger
| Titel            | Udgivelsesår (Sverige) |
| ---------------- | ---------------------- |
| Emanuel          | 2000                   |
| Hat och kärlek   | 2001                   |
| Cyberprinsen     | 2002                   |
| Sommarförföraren | 2003                   |
| Hobbyfrälsaren   | 2004                   |
| Sex              | 2007                   |